# Tevere con Romolo e Remo
La statua del Tevere con Romolo e Remo è una grande scultura dell'antica Roma, attualmente esposta al Museo del Louvre di Parigi. Si tratta di un'allegoria del fiume Tevere.

## Storia

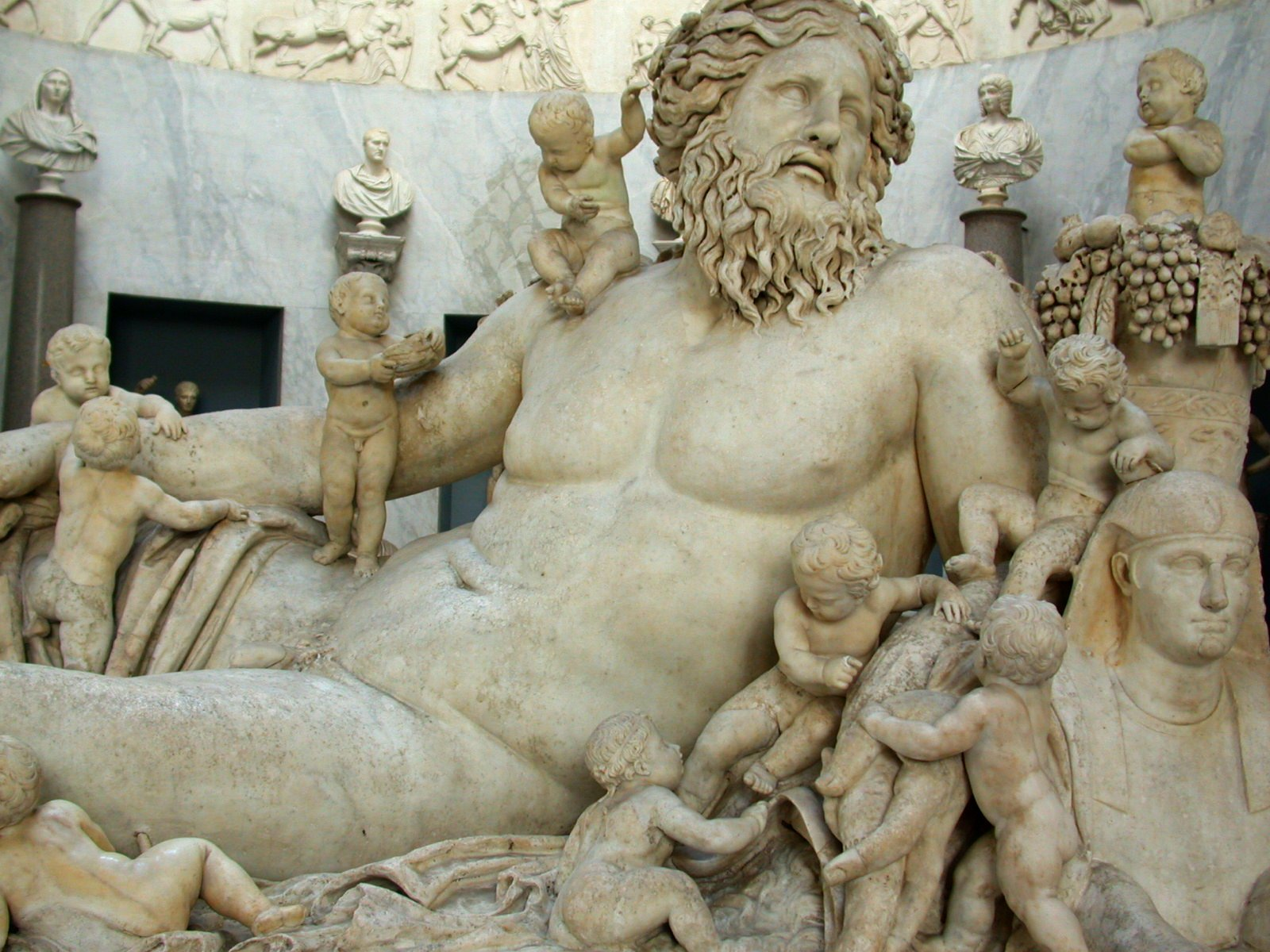
La statua del Nilo.

La statua fu scoperta nel 1512 a Roma, lì dove in passato sorgeva il Tempio di Iside, non lontano dalla basilica di Santa Maria sopra Minerva. L'opera abbelliva, senza alcun dubbio, una fontana situata lungo il percorso per il tempio. Si trovava contrapposta ad una statua del fiume Nilo (attualmente conservata nei Musei Vaticani), nella quale Romolo e Remo vengono sostituiti da un gruppo di bambini, che rappresentano i pigmei.
Dopo la loro scoperta, le due statue furono inizialmente conservate nelle collezioni papali. Dopo il Trattato di Tolentino del 1797, tra la Repubblica Francese e lo Stato Pontificio, furono trasferite al Louvre, dove, nel 1811, fu attestata la loro presenza. Nel 1815, dopo che Napoleone fu sconfitto, la statua del Nilo tornò  in Vaticano. Quella del Tevere, invece, fu offerta in dono da Papa Pio VII al re Luigi XVIII e tuttora si trova in Francia.
La datazione della scultura risulta difficile. Si può ipotizzare che la statua fosse stata installata nell'ambito della ricostruzione, voluta dall'imperatore Domiziano, del Tempio di Iside, distrutto da un incendio nell'80. Altre ipotesi collocano la scultura nel periodo adrianeo, tra il 117 e il 138.
La popolarità del Tevere con Romolo e Remo crebbe ampiamente, e furono realizzate numerose copie in marmo e bronzo. 

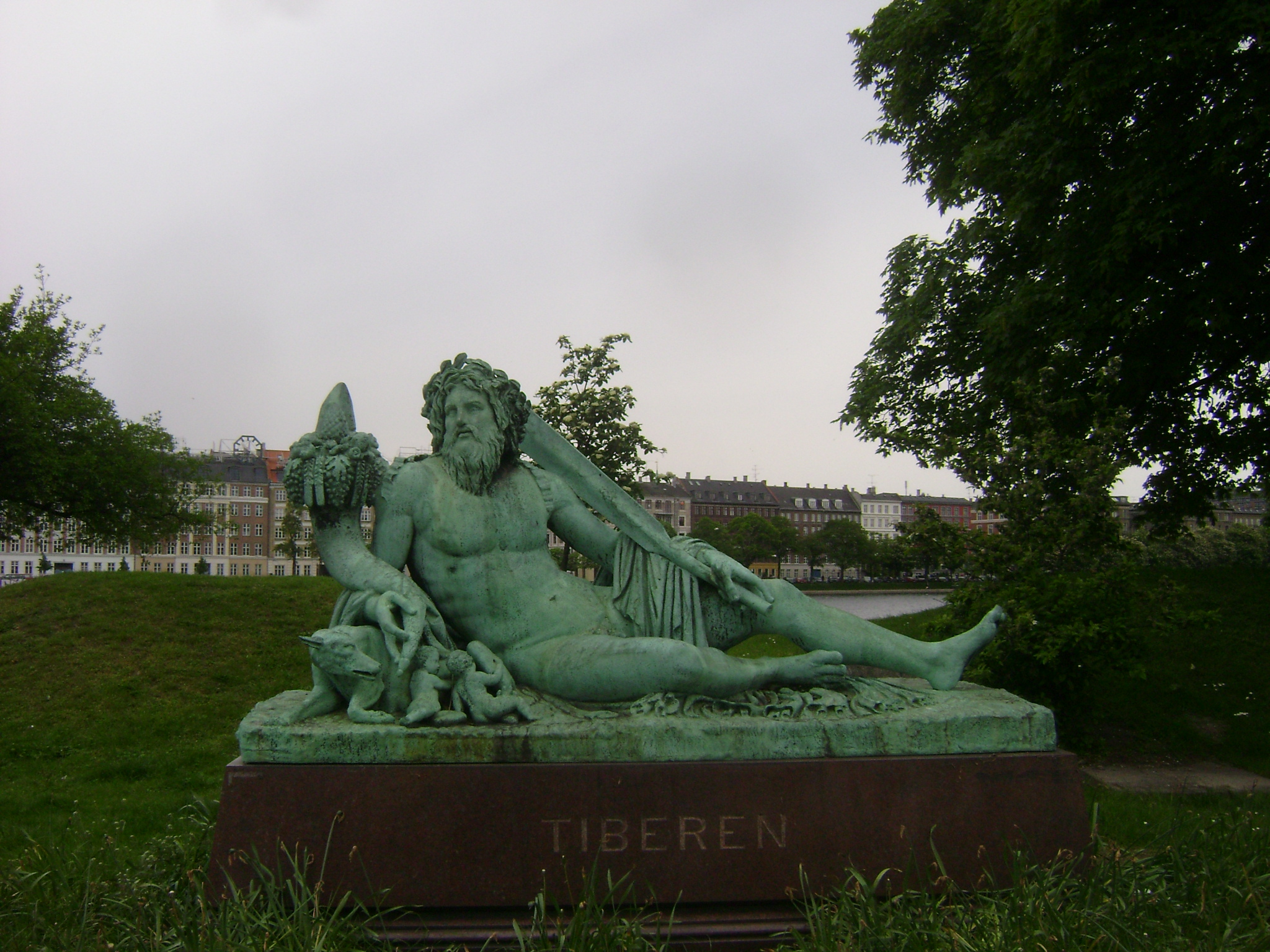
Copia della statua a Copenaghen.

## Descrizione
Il Tevere è raffigurato come un uomo maturo, barbuto e disteso, conformemente alla tipica rappresentazione delle divinità fluviali. Nelle sue mani tiene gli attributi che si riferiscono ai benefici del fiume sulla città di Roma:
- Nella mano sinistra, il remo rappresenta la navigazione;
- Nella mano destra, una cornucopia indica l'abbondanza dei nutrienti provenienti dal fiume.

Sotto il braccio destro del dio si trova la lupa che, stando alla leggenda, avrebbe allattato i gemelli Romolo e Remo, abbandonati nella corrente del Tevere in una cesta ed in seguito responsabili della fondazione di Roma; la rappresentazione scultorea, quindi, è coerente con la tradizione della leggenda.
La base della statua è decorata con delle scene, in rilievo, di pascoli, di marinai e, una in particolare, rimanda alle vicende di Enea.

La statua è alta 165 centimetri, larga 317 e si estende per 131 centimetri nella profondità. Il marmo dal quale è ricavata proviene dal monte Petelico, nei pressi di Atene. 

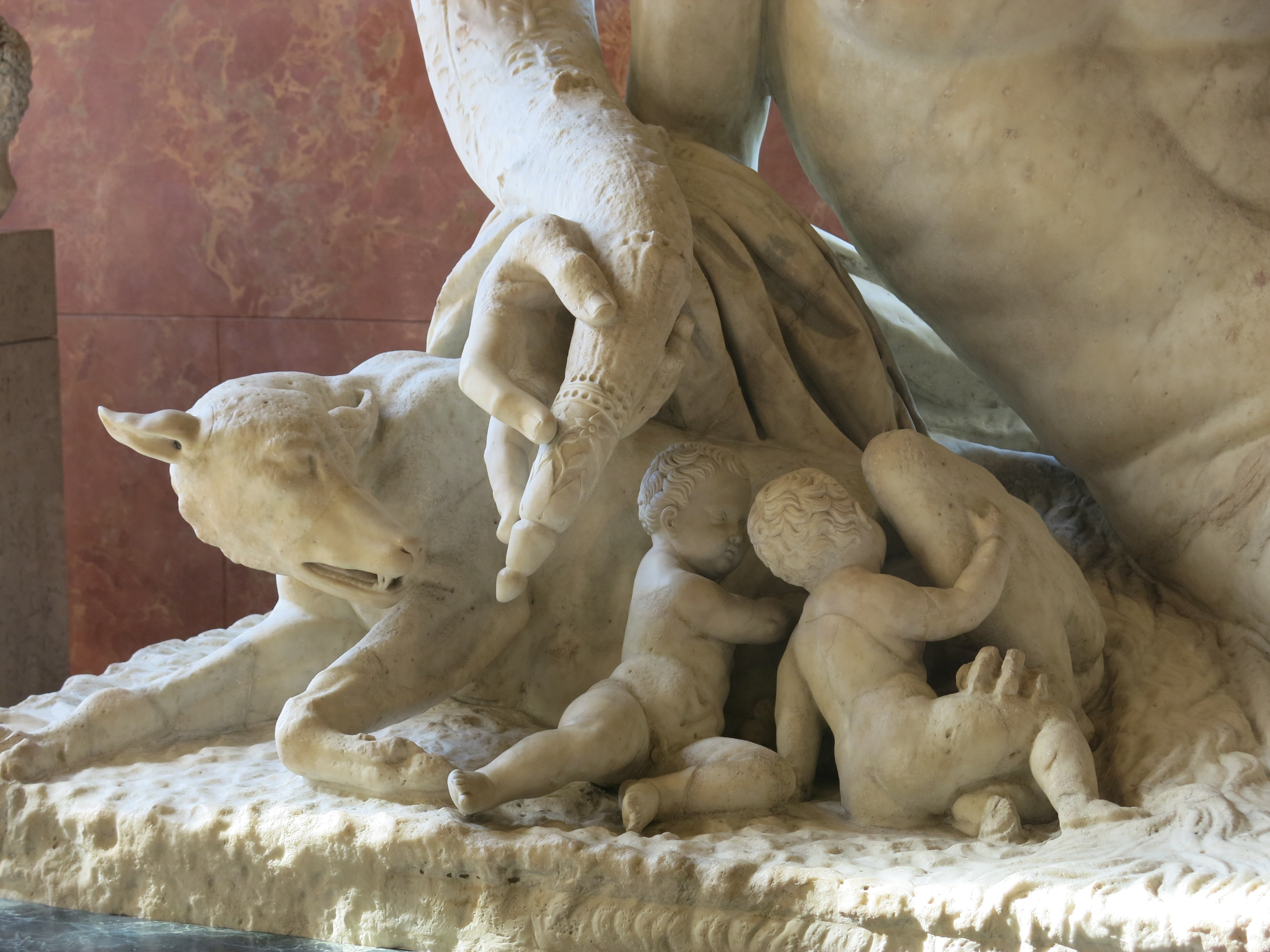
Romolo e Remo sotto il braccio del Tevere.
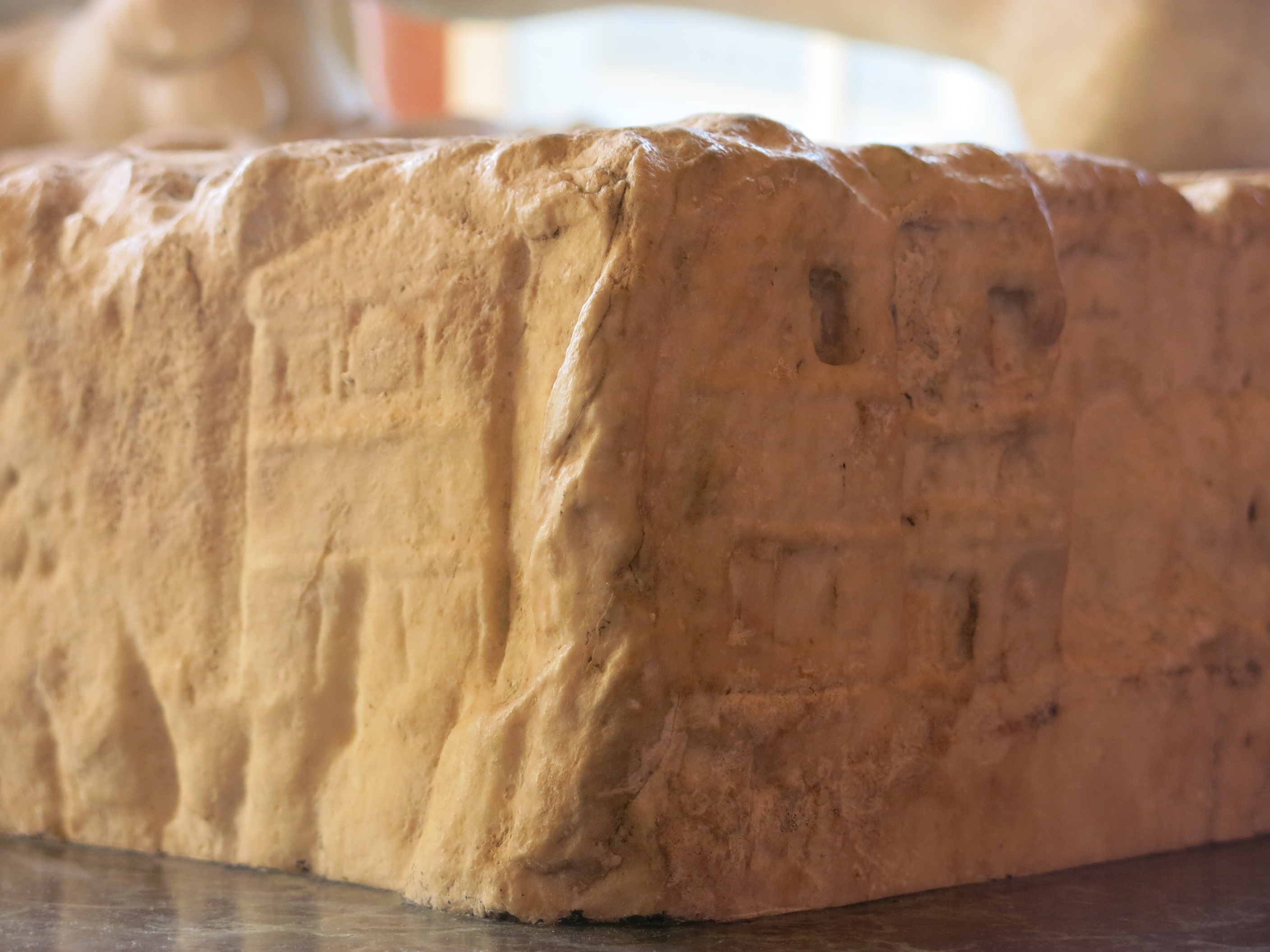
Troia saccheggiata dai Greci ed Enea in fuga.

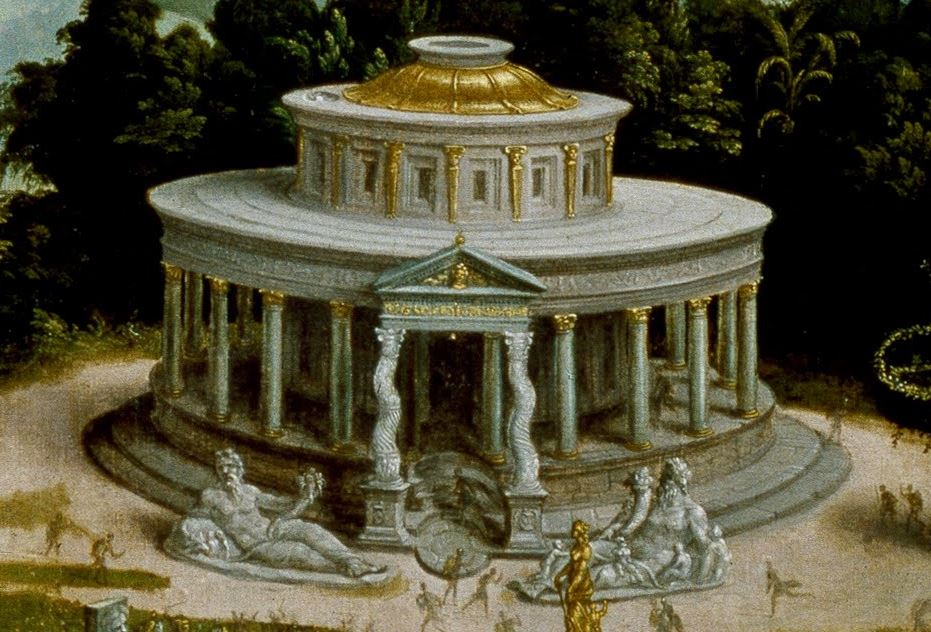
Ricostruzione del tempio di Iside elaborata da Maarten van Heemskerck; si possono notare le statue del Tevere e del Nilo proprio davanti al tempio.

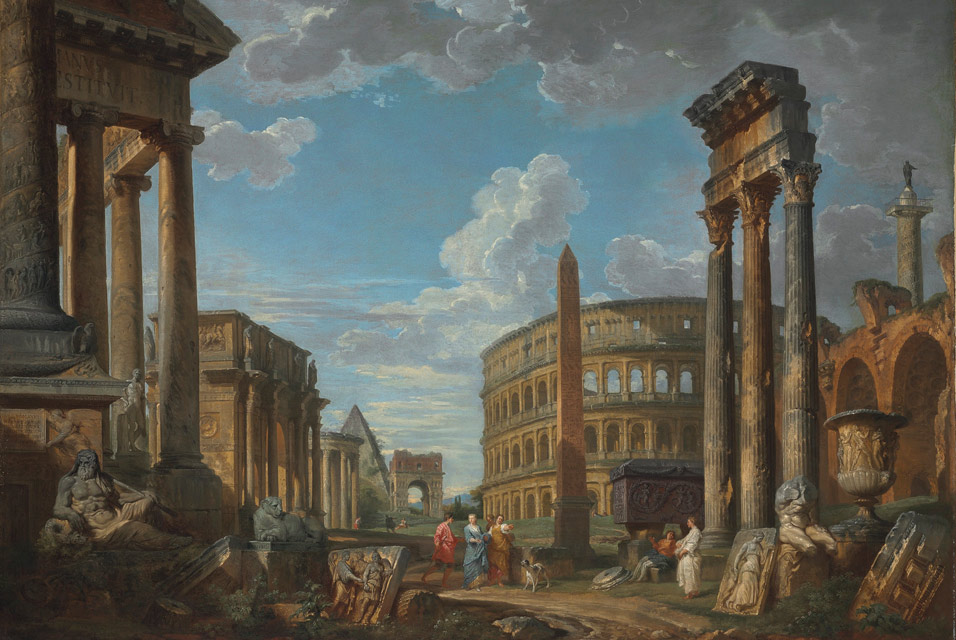
Dipinto del 1730 circa, nel quale si trova rappresentata la statua tra le rovine.